# Нектарий (Котлярчук)
Митрополи́т Некта́рий (рум. Mitropolitul Nectarie, в миру Николай Фёдорович Котлярчук, рум. Nicolae Cotlarciuc; 19 февраля 1875, Стулпикань — 4 июля 1935, Черновцы) — епископ Румынской православной церкви, митрополит Буковинский. Богослов, публицист, историк Румынской Церкви.

## Биография
Родился 19 февраля 1875 года в Стулпикани (ныне жудец Сучава, Румыния) и был единственным ребёнком в семье Теодора и Иоанны Котлярчук.
В 1895 году окончил Сучавскую гимназию. В 1895—1899 годы обучался на богословском и литературно-философском факультете Черновицкого университета.
После смерти супруги в 1918 году принимает монашество с именем Нектарий в Монастыре Путна.
В 1919—1923 годы работал директором научной библиотеки Черновицкого университета. Некоторое время был деканом теологического факультета.
29 марта 1923 года рукоположён во епископа Белгородского и Измаильского. Интронизация состоялась 20 мая того же года.
7 ноября 1924 года назначен архиепископом Черновицким и митрополитом Буковинским Румынской Православной Церкви. Несмотря на славянское происхождение занимался румынизацией церковной жизни.
1 января 1928 году Буковина, как и вся Румынская Патриархия, перешла на новоюлианский календарь.
Перестроил систему внутреннего управления епархией. Определил обладателя Религиозного фонда (этот фонд был подчинен Министерству сельского хозяйства Румынии). Митрополит Нектарий проводит в 1930-х активное храмостроительство, основывает монастыри.
Был представителем Румынской православной церкви на экуменических мероприятиях: Стокгольмской конференции (1925), Лозаннской конференции (1927), англиканской Ламбетской конференции (1930), старокатоликом конгрессе в Вене и Бонне (1931), и т. д.
Скончался 4 июля 1935 года. Новым Черновицким митрополитом стал Виссарион (Пую).

## Труды
- Die Besetzungsweise der orthodoxen Patriarchalstuhles von Konstantinopel. Mainz 1903, 70 p.;
- Ceva despre reforma patronatului Bisericii din Bucovina, Cernăuţi, 1904;
- Stifterrecht und Kirchenpatronat im Furstentum Moldau und der Bucovina, Stuttgart, 1907.
- Istoricul literaturii românilor din Bucovina (1775—1906), Cernăuţi, 1906, 24 p.;
- Kurhe ubersicht uber die rumanische Bibliologie, Wien, 1911.
- Das Problen der immateriellen, geistlichen Seelensubstanz, Paderborn, 1910, XI + 266 p.
- Ocrotirea socială şi Biserica, Cernăuţi, 1921, 80 p.
- Homiletische Formalstufentheorie, Paderbom, 1915;
- Treptele formal psihologice în predică Cernăuţi, 1923, 106 p.;
- Chestiuni omiletice în «Candela», an. XXXIV, 19-13, p. 31−44, 126—142, 256—273 şi an. XXXV, 1924, p. 30-48 şi 99 — 126.